# Merced Morales
Merced Morales (Ciudad de México, 1821 - id, 1870), fue un popular actor del siglo XIX en México.
Quedó huérfano a temprana edad, por lo que se dedicó a la carpintería, casi en su juventud se comenzó a interesar en las artes escénicas, por lo que comenzó a participar en las pastorelas y fue precisamente en una de estas que unos empresarios del Teatro de la Unión lo descubrieron en 1841 y le dieron una oportunidad. Comenzó a actuar en teatros como el Nacional y el del Pueblo. Recibió clases de Manuel Eduardo de Gorostiza y de los actores Manuel Mancera e Higinio Castañeda. Trabajo por casi doce años bajo la dirección de José de la Puerta, quien solía llevarlo en sus giras por el país y reconocido por su talento de grandes actores de la época, como Eduardo González.
Morales recibía bastante dinero, sin embargo debía pagar un sinfín de deudas. Merced murió repentinamente el 17 de febrero de 1870 en la completa miseria. A su funeral asistieron actores, amigos, familiares y el poeta Manuel Acuña. Fue velado y posteriormente enterrado en el Panteón de San Fernando.